# Paignton
 (septembre 2021).
Si vous disposez d'ouvrages ou d'articles de référence ou si vous connaissez des sites web de qualité traitant du thème abordé ici, merci de compléter l'article en donnant les références utiles à sa vérifiabilité et en les liant à la section « Notes et références ».
Paignton est une ville du Devon, en Angleterre, située sur la côte de Torbay. Au moment du recensement de 2011, sa population était de 49 021 habitants.

## Histoire
Une sépulture romaine a été découverte en 1993 sur le domaine de Hookhills par un propriétaire qui creusait un patio. On a d'abord pensé qu'il s'agissait d'une sépulture néolithique, mais elle a ensuite été datée par radiocarbone et se situe entre 230 et 390 ans. La sépulture est celle d'une jeune femme âgée de 15 à 25 ans. La sépulture contenait des huîtres et ses dents et os révèlent un régime riche en glucides et en protéines. Bien que vivant près de la mer, les aliments marins ne représentaient que 10 % de son alimentation. Le squelette est le plus complet jamais trouvé dans le Devon et est exposé au musée de Torquay.
Paignton est mentionné dans le Domesday Book de 1086 sous le nom de Peintone dans l'ancien hundred de Kerswell. Anciennement écrit Peynton, Payngton et Paington, le nom est dérivé de Paega un nom de personne anglo-saxon, -ing signifiant « les gens de » et -ton une enceinte, un domaine ou un homestead, l'établissement anglo-saxon original. À l'origine, la plage était soutenue par des dunes de sable basses avec des marais derrière sur le terrain plat entre la mer et les collines derrière. L'établissement s'est développé sur le terrain sec au pied des collines, et aussi en tant que hameau séparé à l'abri de Roundham Head, qui était un village de pêcheurs. La première église a probablement été construite en bois au VIIIe siècle. À la fin de l'époque saxonne, le manoir appartenait à Leofric, l'évêque d'Exeter, et les évêques ultérieurs ont construit un palais, dont certains vestiges, notamment la tour Coverdale, sont visibles au sud de l'église paroissiale. Winner Street doit son nom à une corruption du mot Wynerde, faisant référence aux vignobles ou, du moins, aux commerçants de vin à l'époque médiévale. Paignton a reçu le statut de bourg ayant un marché et une foire en 1294.
Paignton était un petit village de pêcheurs et d'agriculteurs (réputé pour ses raisins, ses choux et son cidre) jusqu'au XIXe siècle, lorsqu'en 1837 le Paington Harbour Act a conduit à la construction d'un nouveau port. C'est à peu près à la même époque que l'orthographe moderne, Paignton, est apparue. La partie historique de Paignton est centrée sur Church Street, Winner Street et Palace Avenue qui contiennent de beaux exemples d'architecture victorienne. Kirkham House est une maison en pierre datant de la fin du Moyen Âge, ouverte au public à certaines périodes de l'année. La tour Coverdale, adjacente à l'église paroissiale de Paignton, doit son nom à l'évêque Miles Coverdale, qui a publié une traduction anglaise de la Bible en 1536. Coverdale était évêque d'Exeter entre 1551 et 1553 et est réputé avoir vécu dans la tour, bien que cela soit mis en doute par les historiens modernes.
La ligne de chemin de fer vers Paignton a été construite par la Dartmouth and Torbay Railway, et a été ouverte aux passagers le 2 août 1859, offrant à Torquay et Paignton une liaison avec Londres.
Le Paignton Pudding, fabriqué pour la première fois au XIIIe siècle, est à l'origine du surnom de "mangeurs de puddings" donné aux habitants de Paignton. Les puddings étaient fabriqués rarement et étaient de grande taille. Lorsque des milliers de personnes se sont présentées dans l'espoir d'obtenir un morceau d'un énorme pudding qui avait été cuit pour célébrer l'arrivée du chemin de fer, le chaos s'est produit et l'événement est devenu notoire. Un Paignton Pudding a été cuit en 1968 pour célébrer la charte de la ville, et un autre a été cuit en 2006 pour marquer le 200e anniversaire de la naissance de l'ingénieur Isambard Kingdom Brunel.
Oldway Mansion est une grande maison et des jardins construits dans les années 1870 pour Isaac Merritt Singer, qui avait amassé une fortune considérable grâce à ses améliorations de la machine à coudre. Le bâtiment a été occupé par le Torbay Council jusqu'à ce qu'un accord soit signé en septembre 2012 pour développer le site en un hôtel et des appartements pour personnes âgées. Parmi les autres héritages de Singer à Paignton figurent le Palace Hotel et l'Inn on the Green, qui ont été construits comme maisons pour les fils de Singer, Washington et Mortimer.
Les tramways de Torquay ont été étendus à Paignton en 1911, mais le réseau a été fermé en 1934.

## Monuments et attraits touristiques

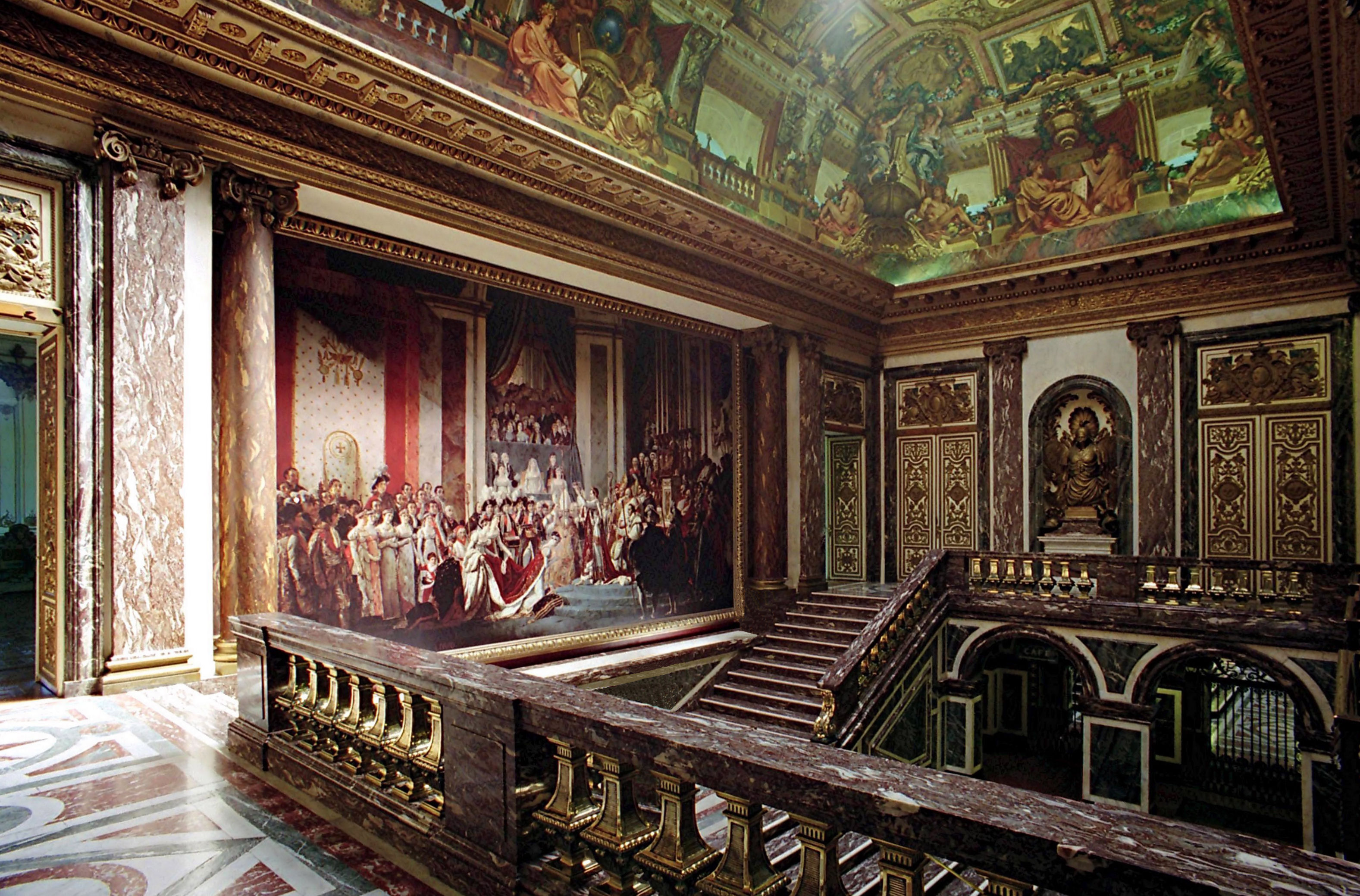
Réplique de l'escalier des Ambassadeurs au Oldway Mansion à Paignton.

- En 1871 Isaac Merritt Singer, l'inventeur de la machine à coudre du même nom, s'en inspire  par l'Escalier des Ambassadeurs et le reproduit en son Oldway Mansion, situé dans la ville.
- La jetée de Paignton est une jetée aménagée en complexe de loisirs, près de la ville.
- Le parc zoologique de Paignton, ouvert en 1923, il s'étend sur dix hectares où résident quelque 2 000 animaux de 250 espèces.

## Personnalités liées
- Edith Baird (1859-1924), compositrice d'échecs, y est morte ;
- Sue Barker (1956-), joueuse de tennis britannique et animatrice de télévision, y est née ;
- Duncan Black (1908-1991), économiste écossais, y est mort ;
- Amy Castle (1880-1971) entomologiste néo-zélandaise, y est morte ;
- John Gosling (1948-), pianiste et organiste, membre des Kinks, y est né ;
- Michael Healy (1923-2016), statisticien, y est né ;
- Isaac Merritt Singer (1811–1875), le fondateur des célèbres machines à coudre Singer, y est mort.